# Seis Naciones M21 2000
El Seis Naciones M21 de 2000 fue la octava edición del torneo de rugby para menores de 21 años.
Fue la primera edición que contó con la participación de la selección de Italia.

## Equipos participantes
- Selección juvenil de rugby de Escocia (Escocia M21)
- Selección juvenil de rugby de Francia (Francia M21)
- Selección juvenil de rugby de Gales (Gales M21)
- Selección juvenil de rugby de Inglaterra (Inglaterra M21)
- Selección juvenil de rugby de Irlanda (Irlanda M21)
- Selección juvenil de rugby de Italia (Italia M21)

## Posiciones
| Pos. | Equipo     | Encuentros | Encuentros | Encuentros | Encuentros | Tantos  | Tantos    | Tantos     | Puntos Totales |
| Pos. | Equipo     | jugados    | ganados    | empatados  | perdidos   | a favor | en contra | diferencia | Puntos Totales |
| ---- | ---------- | ---------- | ---------- | ---------- | ---------- | ------- | --------- | ---------- | -------------- |
| 1    | Francia    | 5          | 4          | 0          | 1          | 185     | 71        | +114       | 8              |
| 2    | Gales      | 5          | 4          | 0          | 1          | 175     | 82        | +93        | 8              |
| 3    | Irlanda    | 5          | 3          | 0          | 2          | 196     | 103       | +93        | 6              |
| 4    | Inglaterra | 5          | 2          | 0          | 3          | 155     | 82        | +93        | 6              |
| 5    | Escocia    | 5          | 1          | 0          | 4          | 132     | 120       | +12        | 2              |
| 6    | Italia     | 5          | 0          | 0          | 5          | 30      | 415       | -385       | 0              |

Nota: Se otorgan 2 puntos al equipo que gane un partido, 1 al que empate y 0 al que pierda

## Resultados

### Desarrollo
| 4 de febrero | Inglaterra | 20 - 11 | Irlanda |  |  |

| 4 de febrero | Italia | 10 - 72 | Escocia |  |  |

| 4 de febrero | Gales | 21 - 20 | Francia |  |  |

| 18 de febrero | Francia | 24 - 18 | Inglaterra |  |  |

| 18 de febrero | Irlanda | 41 - 8 | Escocia |  |  |

| 18 de febrero | Gales | 95 - 0 | Italia |  |  |

| 3 de marzo | Inglaterra | 12 - 15 | Gales |  |  |

| 3 de marzo | Irlanda | 95 - 7 | Italia |  |  |

| 3 de marzo | Escocia | 8 - 16 | Francia |  |  |

| 17 de marzo | Italia | 13 - 79 | Inglaterra |  |  |

| 17 de marzo | Gales | 27 - 25 | Escocia |  |  |

| 18 de marzo | Francia | 51 - 24 | Irlanda |  |  |

| 31 de marzo | Francia | 74 - 0 | Italia |  |  |

| 31 de marzo | Irlanda | 25 - 17 | Gales |  |  |

| 1 de abril | Escocia | 19 - 26 | Inglaterra |  |  |

| Bandera de Francia |
| Campeón Francia    |
| Primer título      |